# Gergithus versicolor
Gergithus versicolor är en insektsart som beskrevs av William Lucas Distant 1916. Gergithus versicolor ingår i släktet Gergithus och familjen sköldstritar. Inga underarter finns listade i Catalogue of Life.